# Uncinia macrophylla
Uncinia macrophylla är en halvgräsart som beskrevs av Ernst Gottlieb von Steudel. Uncinia macrophylla ingår i släktet Uncinia och familjen halvgräs. Inga underarter finns listade i Catalogue of Life.